# Cattedrale dei Quaranta Martiri
La Cattedrale dei Quaranta Martiri o anche Cattedrale Armena dei Santi Quaranta Martiri (in arabo كنيسة الأربعين شهيدا ‎?; in armeno Սրբոց Քառասնից Մանկանց Մայր Եկեղեցի?) è una Chiesa Apostolica di Jdeydeh, il quartiere cristiano nella parte antica di Aleppo. È una delle più antiche chiese della città così come della diaspora armena, fra quelle ancora consacrate e adibite a finalità di culto cristiano.
Il campanile del 1912 è considerato un esempio unico dell'architettura barocca ad Aleppo. È menzionata nella seconda edizione del libro  The Exploit of the Holy Bible, pubblicato dal frate Melikseth nel 1476 ad Aleppo.

## Storia
L'attuale edificio fu costruito e terminato nel 1491 in sostituzione di una precedente cappella con annesso cimitero cristiano. Fu dedicato a un gruppo di soldati romani che affrontarono il martirio vicino alla città di Sebaste nell'Armenia minore, venerati in tutto il cristianesimo come i Quaranta martiri di Sebaste. Fra il 1499 e il 1500, in soli due anni, fu notevolmente ampliata la chiesa e costruita la nuova prelatura della Diocesi Armena di Beroea, finanziata con la donazione di un'elite armeno di nome Reyis Baron Yesayi. Dopo il 1579 l'antico cimitero cristiano fu trasferito e il beneficio della sepoltura nel cortile del luogo sacro rimase soltanto per il clero e la nobiltà del luogo.
La Cattedrale dei Quaranta Martiri fu rinnovata di nuovo nel 1616 con la donazione del leader della comunità Khoja Bedig Chelebi e la supervisione di suo fratello Khoja Sanos Chelebi. Alla fine dello stesso anno, la chiesa fu riaperta con la presenza di Catholicos Hovhannes IV di Aintab (Hovhannes IV Aintabtsi) e del vescovo Kachatur Karkaretsi.

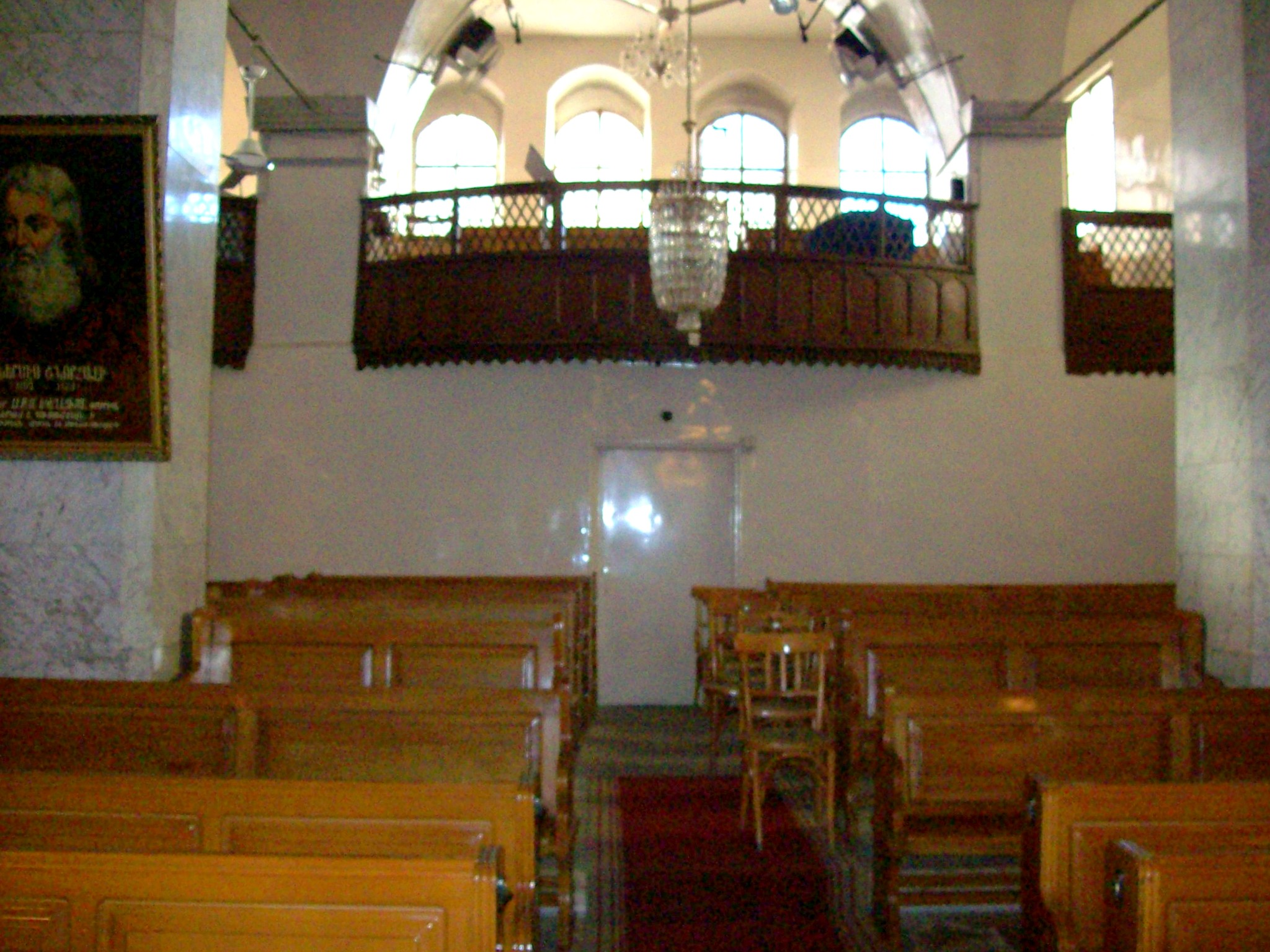
Vista interna della cattedrale

Nel 1624, a causa del crescente numero di residenti e pellegrini armeni, la prelatura armena fece costruire un nuovo quartiere vicino alla chiesa, ancora conosciuta con il suo nome originale greco di 'Hokedoun' (Casa Spirituale). Progettata come luogo di ristoro e dormitorio con 23 ampie sale per i pellegrini armeni diretti in Terra santa, fu costruita grazie alla donazione di Khoja Gharibjan.
L'esploratore italiano Pietro Della Valle, che visitò Aleppo nel 1625, descritto la chiesa come parte di un complesso di quattro edifici tra loro adiacenti, costruiti nel nuovo quartiere cristiano di Jdeydeh appena creato. Le altre tre chiese erano la Chiesa greco-ortodossa della Dormizione di Nostra Signora, la Chiesa armena della Santa Madre di Dio (l'attuale Tesoro Zarehiano) e l'antica chiesa maronita di Sant'Elia.
Attualmente, la cattedrale possiede 3 altari, un piano superiore costruito nel 1874 e un fonte battesimale ultimato nel 1888.
La chiesa non ebbe mai un campanile fino al 1912, quando fu eretto un campanile con la donazione del filantropo siro-armeno Rizkallah Tahhan dal Brasile. Durante la seconda metà del XX secolo, l'interno della chiesa fu sottoposto a radicali lavori di ristrutturazione per soddisfare le esigenze delle chiese armene tradizionali. Il 28 maggio 1991 è stato inaugurato nel sagrato della chiesa un khachkar donato dai fratelli Keledjian di Aleppo per commemorare le vittime del genocidio armeno.
Il 26 aprile 2000, il Catholicos Aram I e la comunità armena di Aleppo hanno celebrato il 500º anniversario del primo ampliamento della chiesa durante l'episcopato dell'arcivescovo Souren Kataroyan.

## Chiesa dellaTheotokos

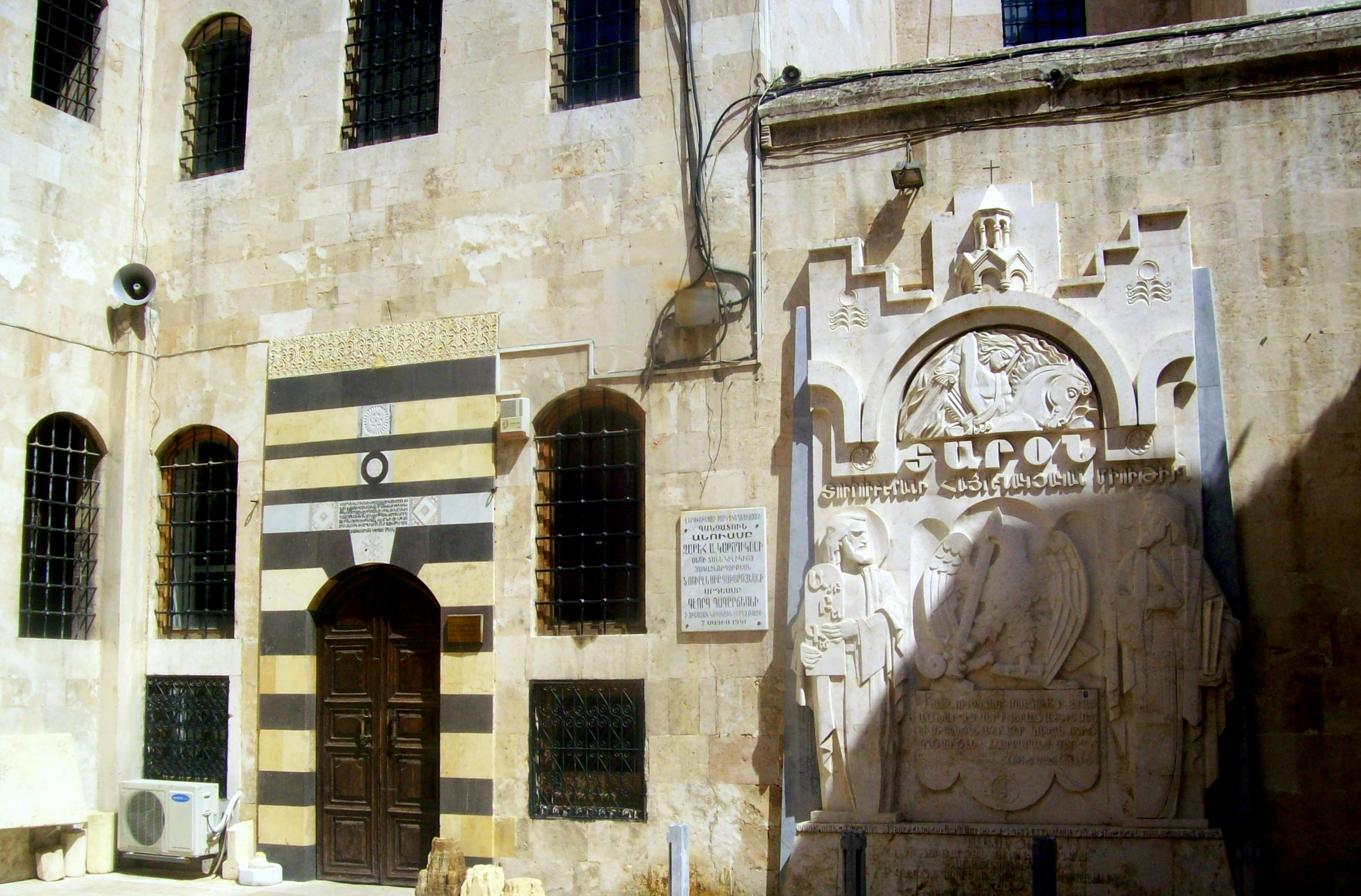
Il Tesoro zaheriano

La Chiesa della Madre di Dio fu edificata prima del XV secolo, quando la numerosa comunità di Aleppo aveva il proprio clero, corpo docente e una propria prelatura. La Chiesa subì varie ristrutturazioni nel 1535, 1784, 1849 e nel 1955. Agli inizi del XX secolo fu trasformata in una biblioteca. Nel '91 divenne un museo col nome di " Tesoro Zarehiano" di Aleppo, in onore di Zareh di Cilicia, arcivescovo della diocesi di Aleppo, prima di essere eletto catholicos di Cilicia nel '53.

## XXI secolo
La Cattedrale dei Quaranta Santi Martiri è la sede della Diocesi Armena di Beroea ed è una delle chiese più antiche della città. L'antico edificio della prelatura al'interno del sagrato è in fase di riqualificazione, per una probabile destinazione a sede amministrativa. Il complesso ecclesiastico ospita il Tesoro Zaheriano, la scuola armena haygaziana, il teatro aharoniano di Avetis e la sede della società educativa Hamazkayin, la più importante organizzazione culturale della diaspora armena. L'odierno edificio della prelatura apostolica armena di Aleppo si trova di fronte alla cattedrale.
Ad eccezione della chiesa dei Quaranta Martiri e del campanile, il complesso fu distrutto il 28 aprile 2015 nel corso di un sospetto bombardamento terroristico o in un attacco di artiglieria. Quando i terroristi lasciarono la città a dicembre del 2016, fu annunciato l'avvio dei lavori di restauro entro luglio del 2017. I lavori terminarono due anni dopo il 31 marzo 2019. La Chiesa fu consacrata nuovamente dal catholicosAram I.

## Icone

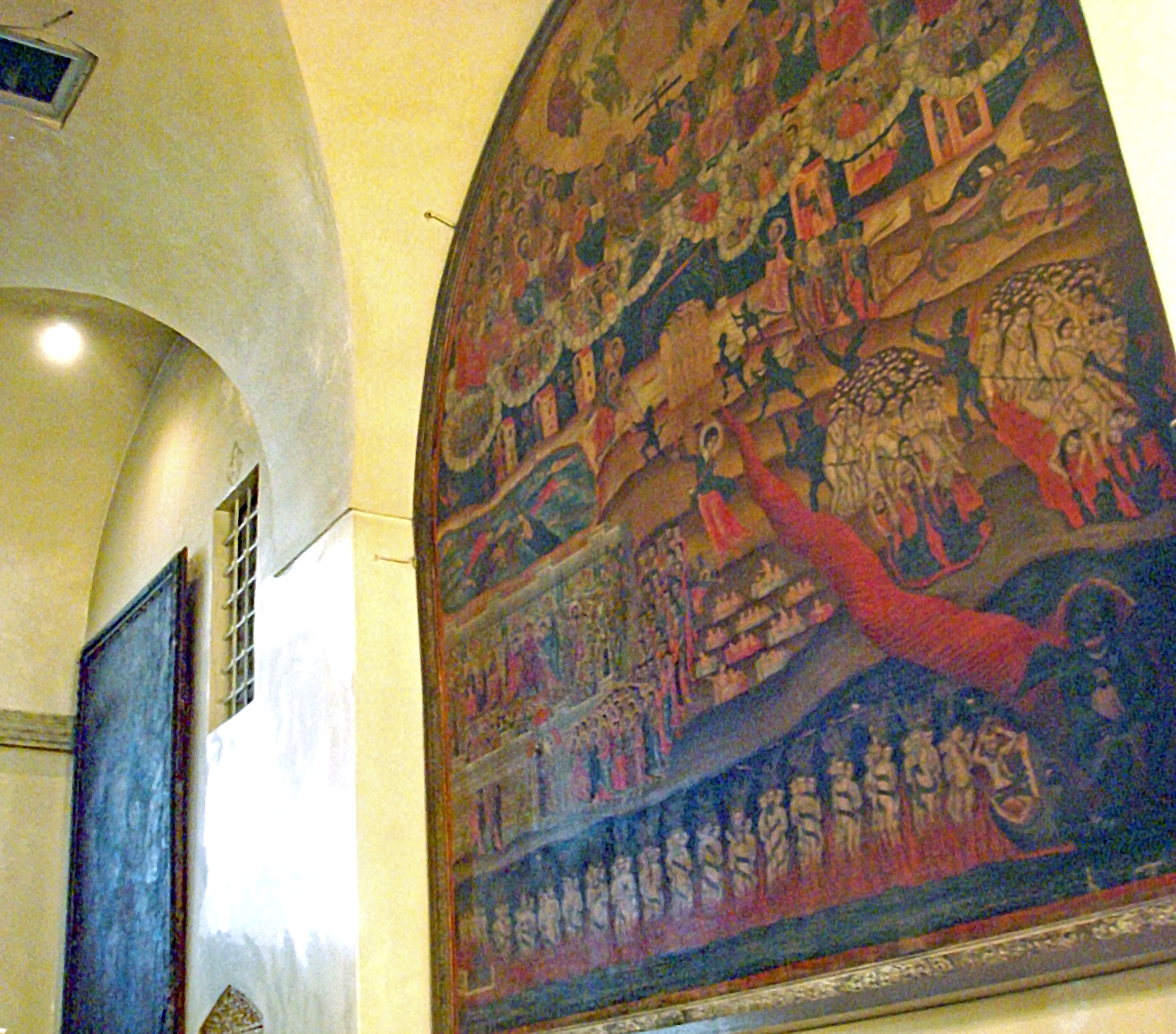
Il Giudizio Finale (1708)

La Chiesa è ricca di icone sia antiche che di fattura moderna, fra le quali vi sono:
- La Madre di Dio (tela, 96x118, 1663di Der-Megerdich)
- Vergine Maria con Gesù (tela, 115x145cm, 1669, opera di un pittore armeno)
- Il Battesimo di Gesù (tela, 66x90cm, from the 17th century)
- L'Adorazione dei Magi (tela, 112x134cm, opera di un pittore armeno successiva al XVII secolo)
- San Giovanni Battista (pittura su legno, 39x76cm, 1720 di Kevork Anania)
- San Giuseppe (pittura su legno, 39x76cm, di Kevork Anania, anno 1720)
- Vergine Maria con Gesù (pittura su legno, 46x126cm, di Kevork Anania, anno 1729)
- Il Battesimo di Gesù Cristo (pittura su legno, 86x105cm, di Kevork Anania, anno 1756)
- La Vergine Maria e gli Apostoli (tela, 70X80cm, opera di un pittore armeno del XVIII secolo)
- Il Giudizio Finale, una delle icone sacre più famose della Scuola di Aleppo (tela, 400x600cm, opera di Nehmatallah Hovsep nel 1703)

## Galleria d'immagini

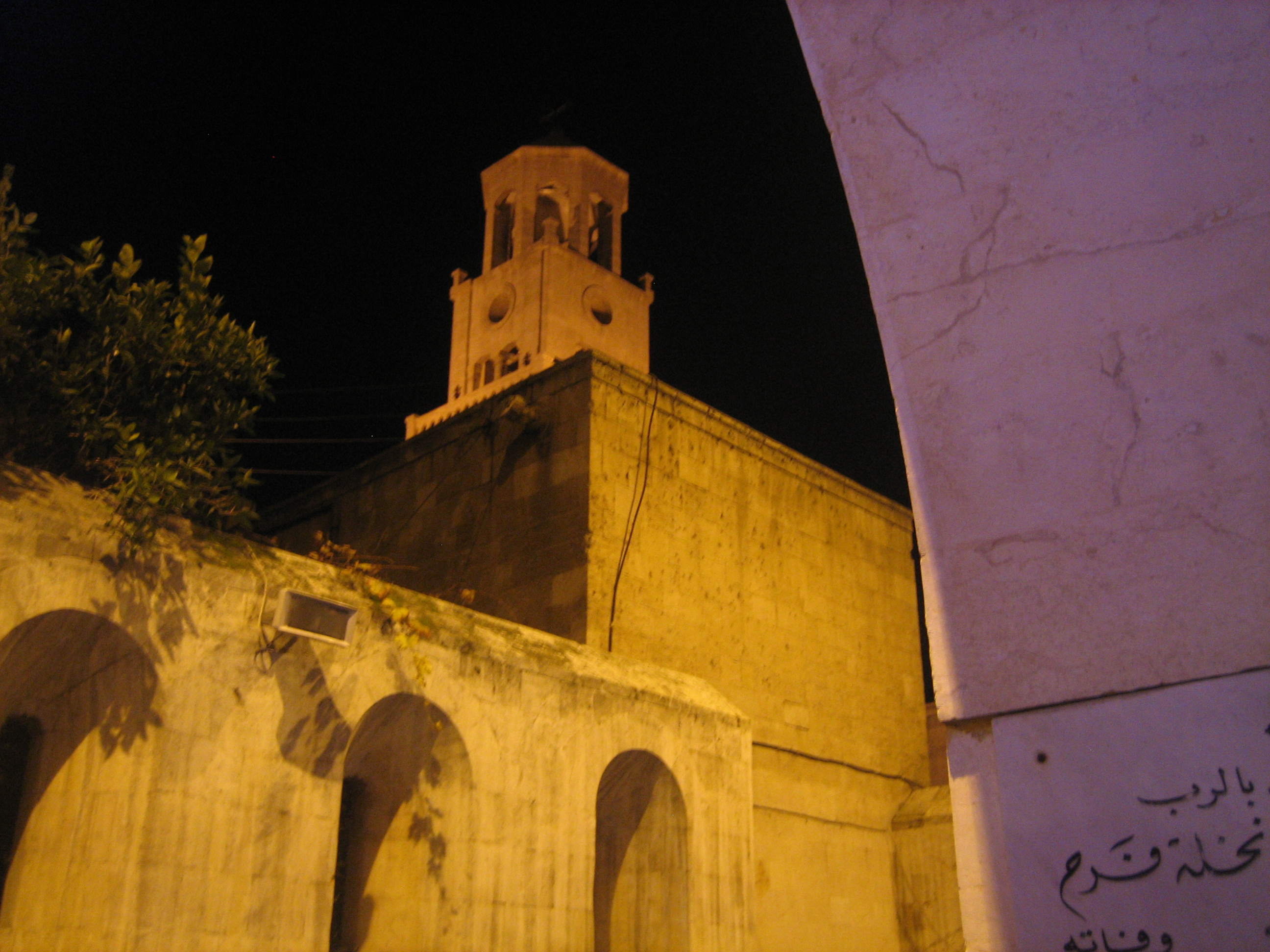
Il campanile di notte
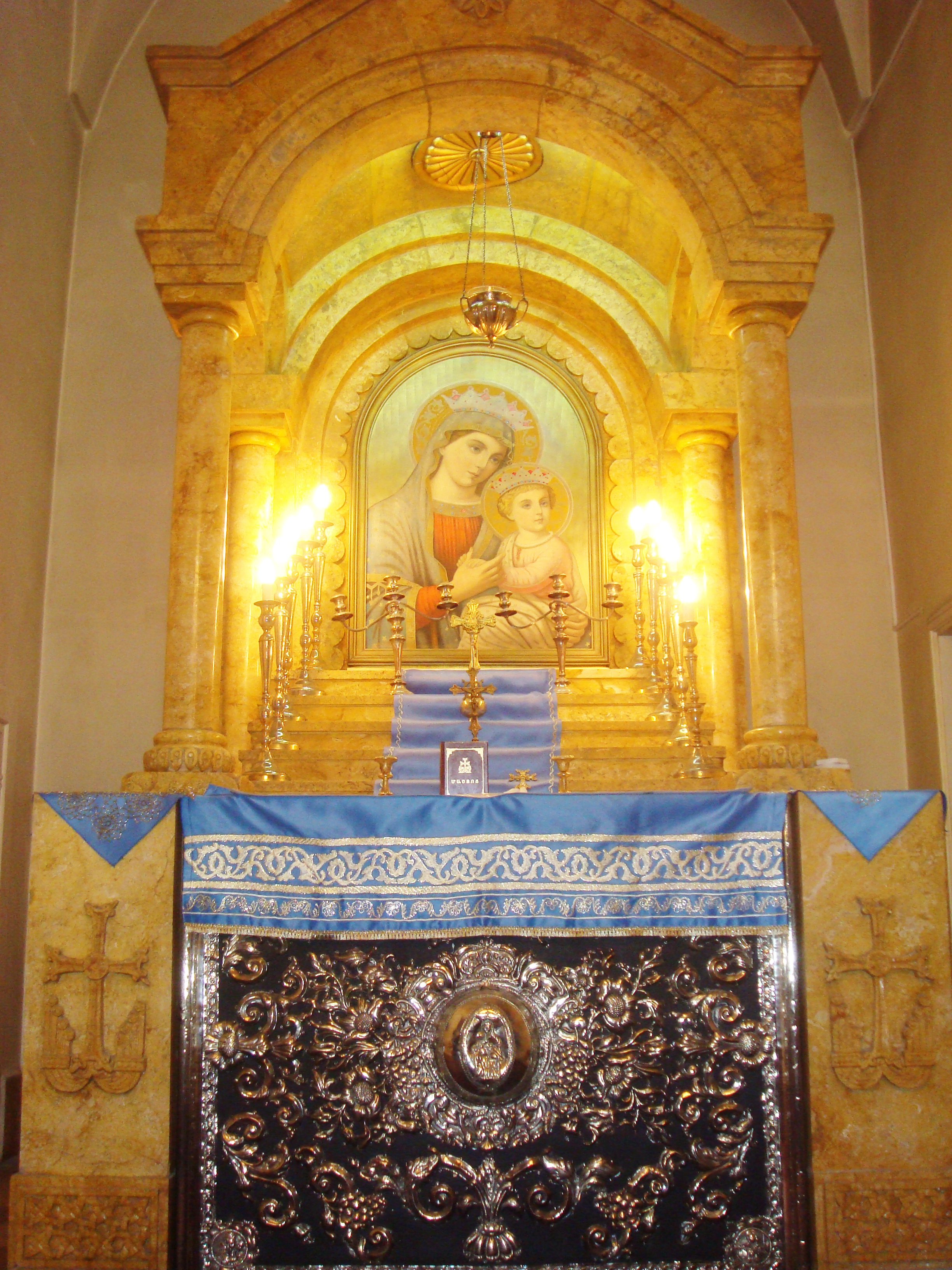
L'altare nella parte settentrionale
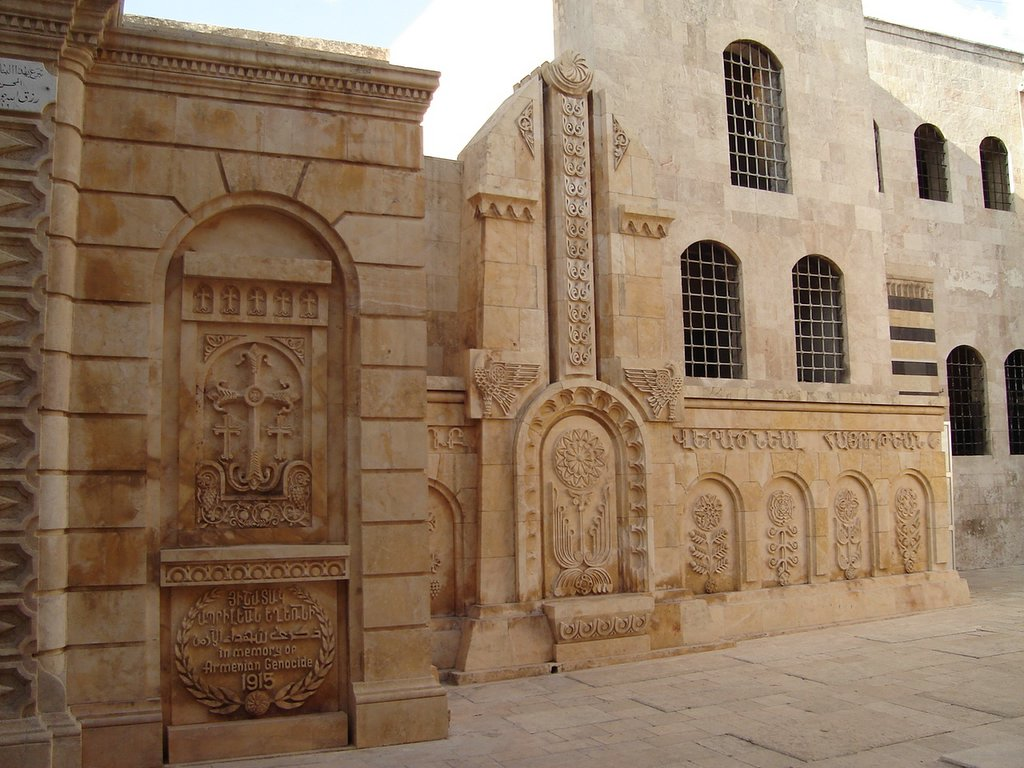
Il monumento in memoria del genocidio armeno, nel sagrato della Chiesa
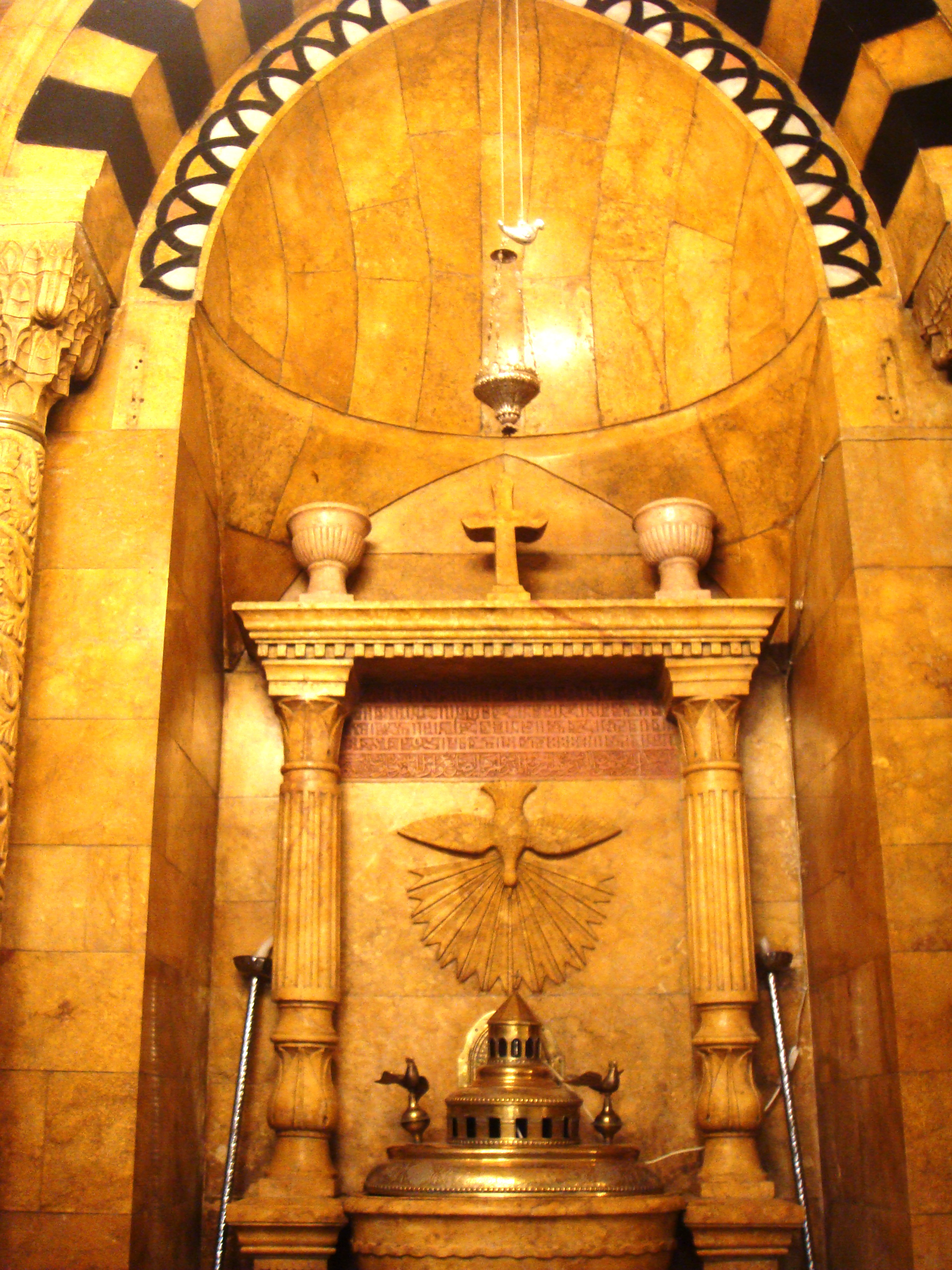
Il fonte battesimale
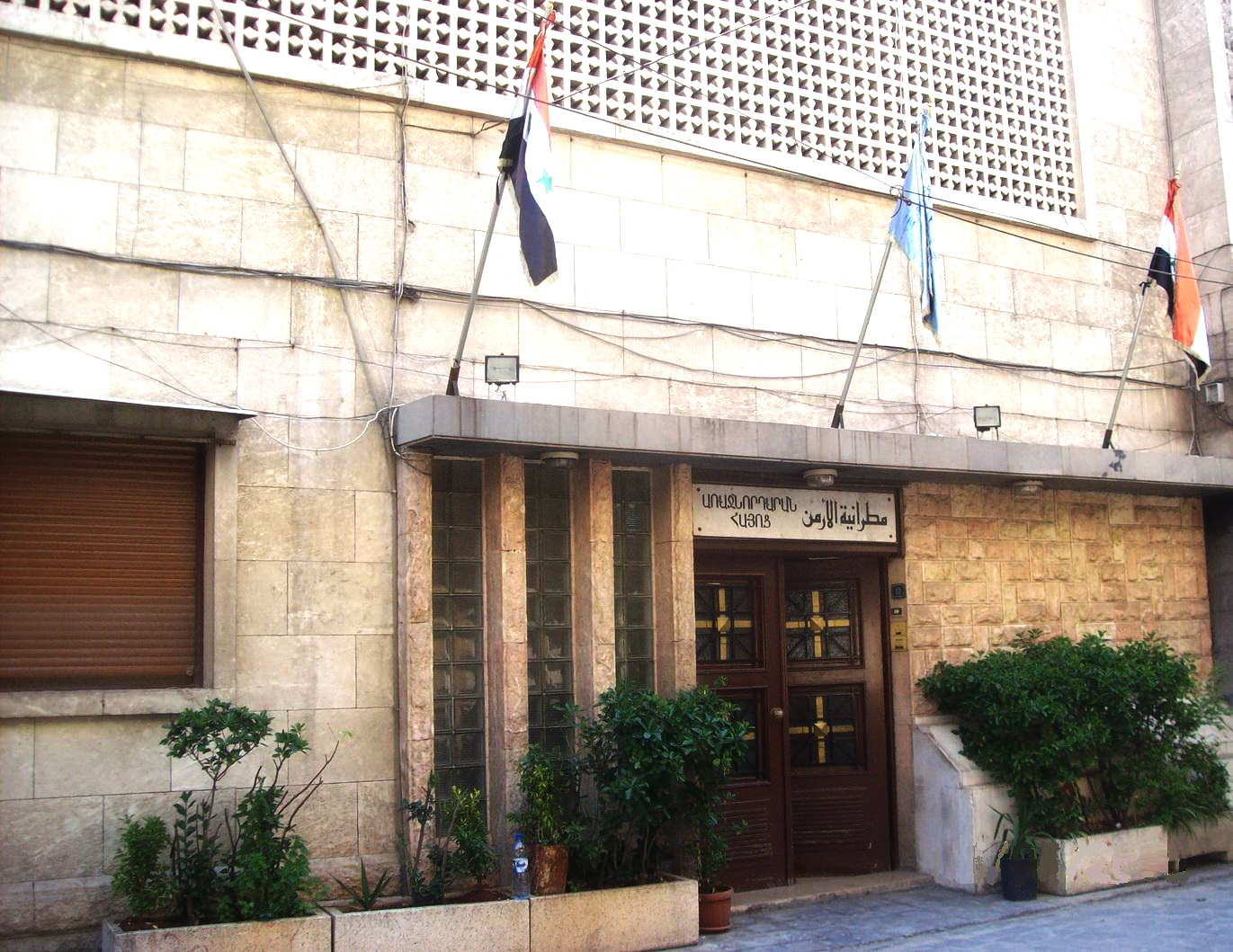
La prelatura apostolica armena antistante l'edificio